# Knappensee (Gemeinde)
Knappensee, obersorbisch Hórnikečanski Jězor, war von 1995 bis 2004 eine Gemeinde in Sachsen, südöstlich der Stadt Hoyerswerda. Benannt war sie nach dem Knappensee, an dessen Südufer sie lag. Nach Auflösung des Landkreises Hoyerswerda lag sie seit dem 1. Januar 1996 im Landkreis Kamenz. Seit der Kreisreform Sachsen 2008 liegen alle drei ehemaligen Ortsteile im vergrößerten Landkreis Bautzen.
Die Gemeinde entstand am 1. Oktober 1995 aus dem Zusammenschluss der Gemeinden Groß Särchen, Koblenz und Wartha. Neun Jahre später wurde die Gemeinde zum 1. Januar 2005 aufgelöst. Die Ortsteile Groß Särchen und Koblenz verblieben im Landkreis Kamenz und wurden in die Gemeinde Lohsa eingegliedert. Der Ortsteil Wartha wurde in die Gemeinde Königswartha im Landkreis Bautzen eingegliedert. Mit der Auflösung der Gemeinde wurde auch die Verwaltungsgemeinschaft Wittichenau, der die Stadt Wittichenau und die Gemeinde Knappensee angehörten, aufgelöst.
Zum Jahresende 1995 hatte die Gemeinde 1910 Einwohner. Bis Ende 2000 stieg diese Zahl kontinuierlich auf 2100, danach fiel sie bis Ende 2004 auf 2041 Einwohner.